# Parinari curatellifolia
Parinari curatellifolia là một loài thực vật có hoa trong họ Cám. Loài này được Planch. ex Benth. mô tả khoa học đầu tiên năm 1849.

## Hình ảnh

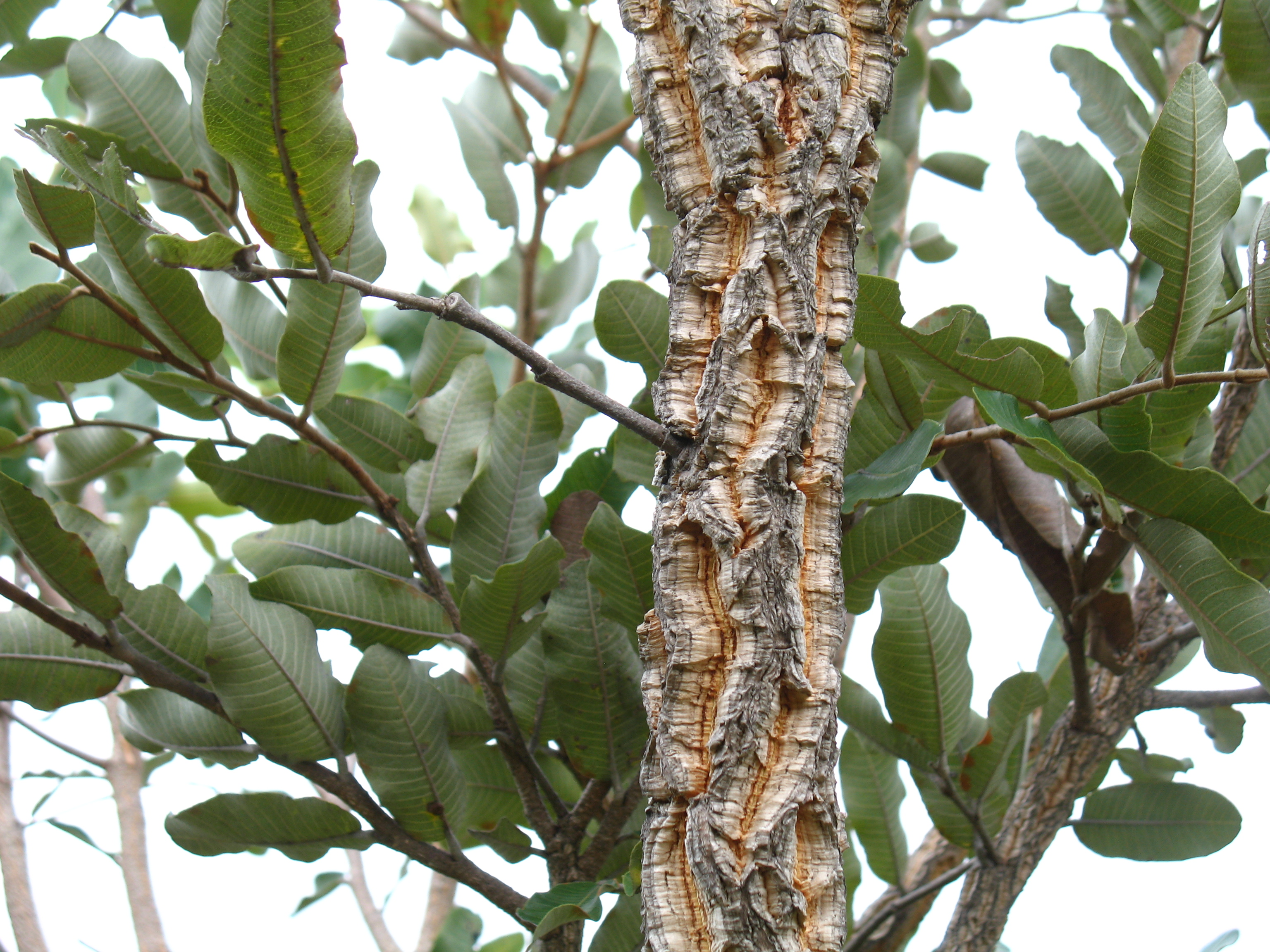
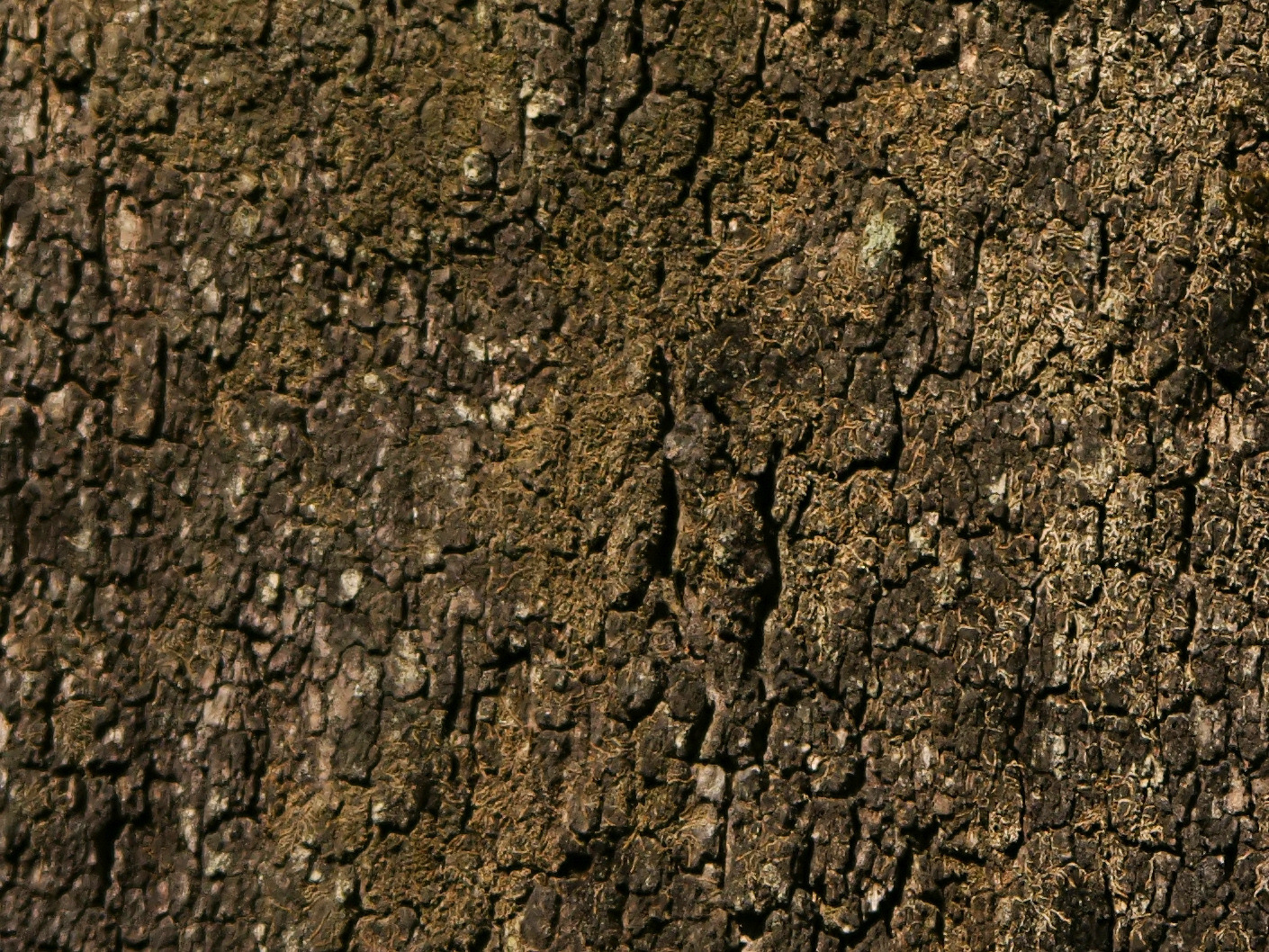